# Angola
Angola vagy hivatalosan Angolai Köztársaság (portugál: República de Angola) állam Dél-Afrika nyugati részén fekszik. A Kongói Demokratikus Köztársasággal, Zambiával, Namíbiával és az Atlanti-óceánnal határos. Területéhez tartozik a 7270 km2-es Cabinda exklávé, amely a Kongói Köztársaság és a Kongói Demokratikus Köztársaság (korábban Zaire) között, az Atlanti-óceán partján található.
Ez a második legnagyobb portugál nyelvű ország területét és lakosságát tekintve. Az egykori gyarmat 1975-ben nyerte el a függetlenségét. Még abban az évben véres polgárháborúba süllyedt, amely 2002-ben ért véget.
Hatalmas ásványkincsekkel és kőolajtartalékokkal rendelkezik, és gazdasága a polgárháború vége óta a világ leggyorsabban növekvő gazdaságai közé tartozik. A legtöbb lakos életszínvonala viszont továbbra is alacsony, a várható élettartam a legalacsonyabbak között van a világon, míg a csecsemőhalandóság a legmagasabbak között van.

## Nevének eredete
Az ország elnevezése a Ndongo királyság uralkodóinak címéből, a ngolá-ból származik.

## Földrajz

### Domborzat
Az 1650 km hosszú atlanti-óceáni partvidéket 20–160 km széles síkság szegélyezi, amelynek éghajlata a Benguela-áramlatnak köszönhetően száraz.
A parttól távolabb, északon több lépcsőben, délen meredeken emelkedik ki az ország nagy részét elfoglaló Lunda-fennsík 1500–2000 m magas pereme. A fennsík északon dús szavanna, délen száraz pusztaság. Központi része a Bié-felföld (Môco-hegy 2620 m). A fennsík keleti irányban ereszkedik a Kongó-medence felé.

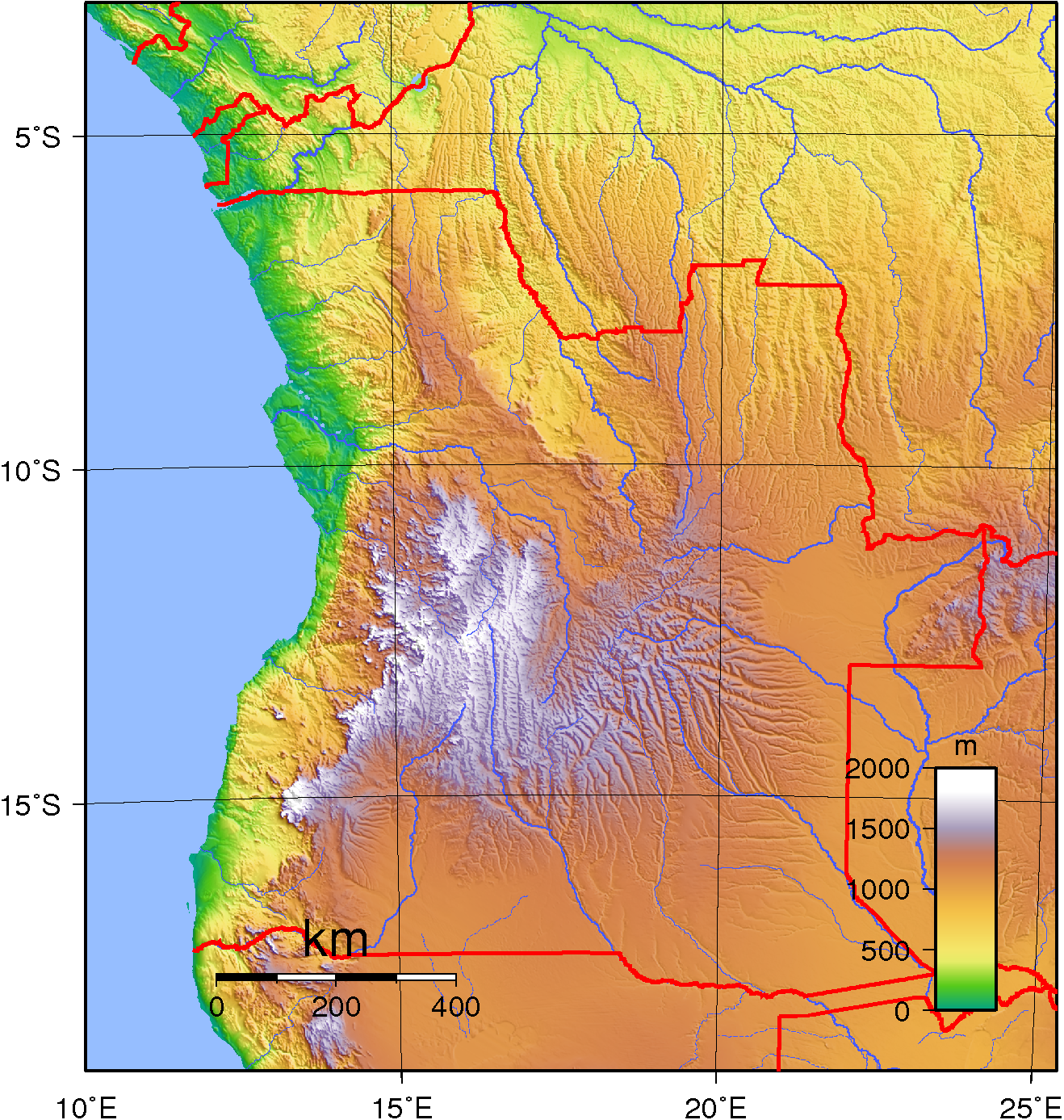
Domborzati térkép
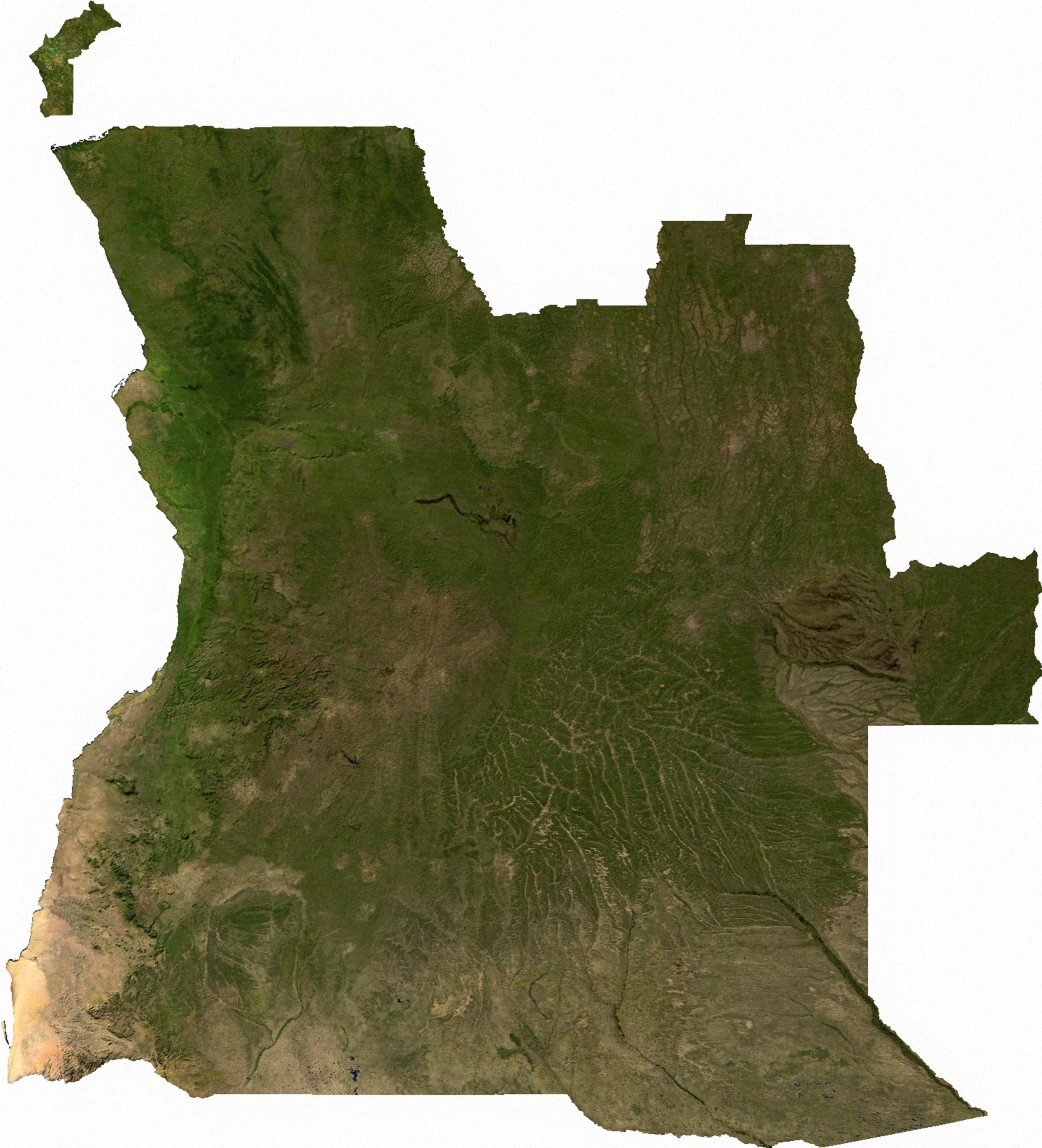
Műholdas kép
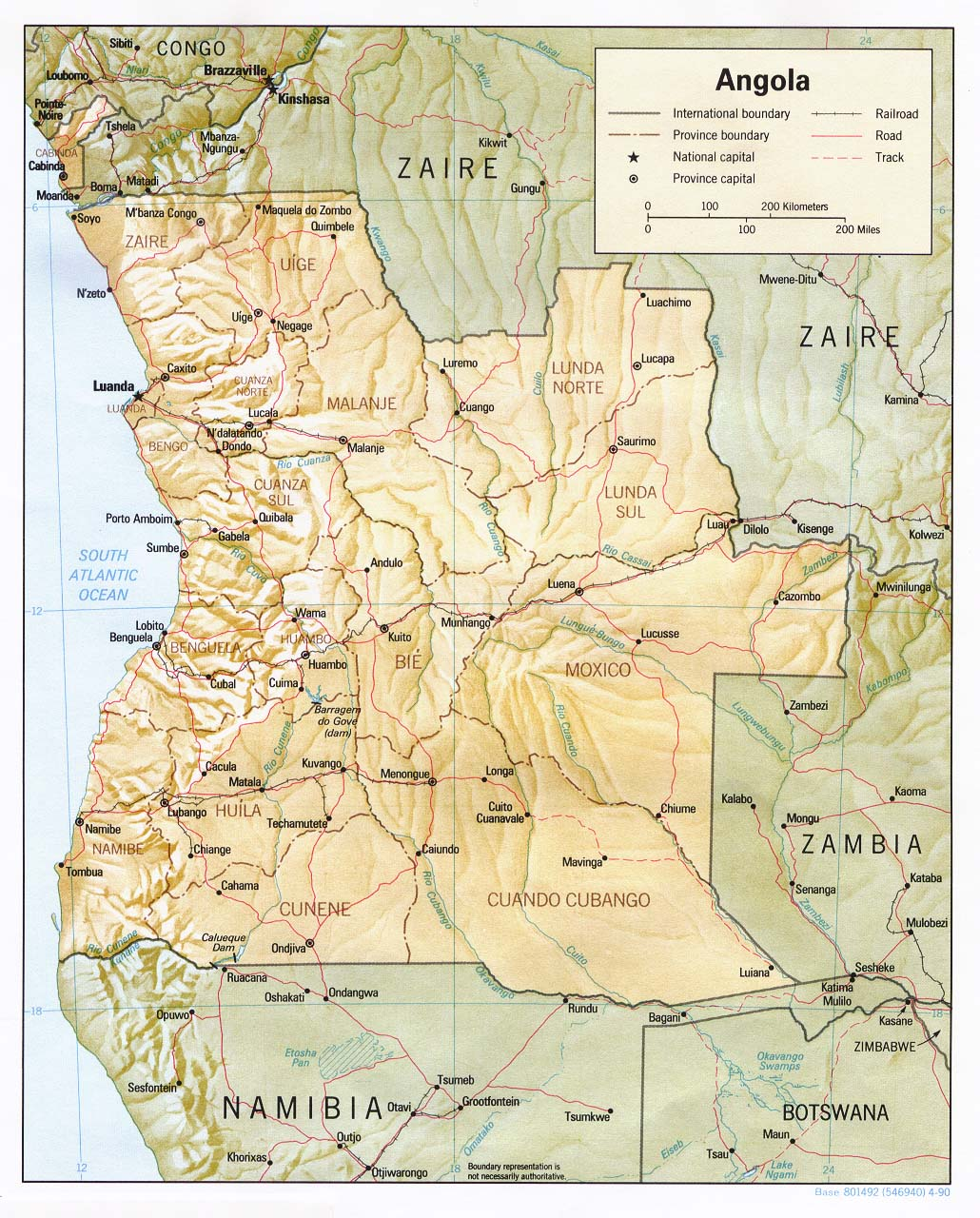
Főbb települések és folyók
Éghajlati térkép (angol)

### Vízrajz
Leghosszabb folyók: Okavango, angolai szakasza 1300 km (teljes hossza 1800 km), Cunene 1020 km, Kwanza 1000 km.

### Éghajlat
Angola legnagyobb részén egyetlen esős évszak van, ez októbertől májusig tart. Az évi csapadék mennyisége 1000–1500 mm. A fennsíkon enyhe az éghajlat az 1700 m-rel a tengerszint felett fekvő Huambóban 20 °C a januári és 16 °C a júliusi középhőmérséklet. A parti síkság éghajlatát a hideg Benguela-áralmás befolyásolja. Luandától délre végig sivatag húzódik. Luandában a januári középhőmérséklet 25 °C a júliusi pedig 21 °C. A csapadék mennyisége 300 mm.

### Élővilág, természetvédelem
Az ország délkeleti része sivatagszerű, középső és északi részében tüskés és száraz szavanna, egészen északon (elsősorban Cabindában) trópusi esőerdő található.
Jellegzetes állatfajták: gnú, antilop, bivaly, zebra, leopárd, elefánt, orrszarvú, különféle majmok, strucc, víziló, krokodil.

#### Nemzeti parkjai
A nemzeti parkok többségét már a gyarmati időkben létrehozták. Az eredetileg igen gazdag állat- és növényvilágot súlyosan károsította a polgárháború. A kiszolgáló létesítményeket lerombolták, az őrség elmenekült, senki sem vetett gátat az orvvadászatnak.
A jelenlegi nemzeti parkok listája (lásd még Afrika nemzeti parkjai):
- Bicauri nemzeti Park(wd)
- Cameia nemzeti Park(wd)
- Cangandala nemzeti Park(wd)
- Iona nemzeti Park(wd)
- Longa-Mavinga nemzeti Park(wd)
- Luenge nemzeti Park(wd)
- Luiana nemzeti Park(wd)
- Mucusso nemzeti Park(wd)
- Mupa nemzeti Park(wd)
- Quiçama nemzeti Park(wd)

#### Természeti világörökségei
Angolában az UNESCO nem tart nyilván világörökségi helyszínt.

## Történelem
A terület legrégebbi népei a khoiszán vadászó-gyűjtögető népek. Őket nagyrészt bantuk váltották fel a bantu vándorlás során. Kisebb khoiszán csoportok Angola déli részén napjainkig fennmaradtak .

### Európai behatolás
A ma Angolának ismert területen az európaiak a 15. század végén jelentek meg. 1483-ban a portugálok támaszpontot létesítettek a Kongó folyón, amelynek környékén a Kongó, a  Ndongo és a Lunda-birodalmak terültek el. A Kongó birodalom a mai Gabonig terjedt ki északon és a Kwanza folyóig délen.  A portugálok 1575-ben megalapították Cabinda gyarmatot a rabszolga-kereskedelem bázisául. A rabszolgaság Afrikában az atlanti rabszolga-kereskedelem megindulása előtt is létezett. Az afrikai rabszolga-kereskedők nagyszámú rabszolgát adtak el az európaiaknak és afrikai ügynökeiknek. A portugálok fokozatosan terjesztették ki ellenőrzésüket a parti sávra a 16. században szerződések és háborúk sorával, és létrehozták Angolát. A hollandok 1641-ben rövid időre elfoglalták Luandát.

### Portugália gyarmata
1648-ban Portugália visszaszerezte Luandát és megkezdte az elvesztett területek visszahódítását, 1650-re helyreállította a holland megszállás előtti angolai birtokait. 1649-től szerződés szabályozta a kapcsolatokat Kongóval, és 1656-tól a matambai Njinga királyságával, valamint Ndongóval. Pungo Andongo meghódítása 1671-ben volt az utolsó nagyobb portugál terjeszkedés. Kongó 1670-es és Matamba 1681-es megrohanása nem sikerült. Később Portugália kiterjesztette Benguela mögöttes területeit a 18. században és megkezdte más területek megszállását a 19. század közepén. 1951-ben Angolát tengerentúli tartománynak nyilvánították és úgy nevezték: Portugál Nyugat-Afrika. A portugálok közel ötszáz évig voltak jelen Angolában. Az ottani lakosság kezdeti reakciója a függetlenségi felhívásokra vegyes volt.

### A polgárháború

#### A függetlenség kikiáltása
A gyarmattartó Portugália kormányát baloldali irányultságú katonai puccs döntötte meg. A nacionalista pártok 1975 januárjában tárgyalásokat kezdeményeztek a függetlenség kérdéséről. Megegyeztek a portugál kormánnyal és 1975 novemberében kikiáltották a függetlenséget. A főváros és az ország névleges kormánya az Angola Felszabadításának Népi Mozgalma (MPLA) egypárti uralma alá került.
Ezt követően polgárháború robbant ki az MPLA, az UNITA és az FNLA szervezeteinek irányításával, külföldi beavatkozással súlyosbítva.

#### Külföldi beavatkozás
Dél-Afrika is beavatkozott a konfliktusba, hogy megvédje érdekeit Délnyugat-Afrika, a mai Namíbia területén. A Délnyugat-Afrikai Népi Szervezet (SWAPO) ugyanis angolai bázisokról harcolt  Dél-Afrika ellen a függetlenségért. Dél-Afrika számára ugyanakkor az angolai gyémántbányászat ellenőrzése is fontos volt.
Zaire, amely addig az FNLA gerilláit támogatta, ezúttal az UNITA mögé állt. Ezt azonban nem merte nyíltan megtenni, mert nem akart egy táborba kerülni a dél-afrikai apartheid-rendszerrel.
A Szovjetunió egyre nagyobb mértékben nyújtott katonai segélyt az MPLA számára, elsősorban páncélozott járműveket, katonai repülőgépeket és hadi tanácsadókat küldött. Ezen felül szovjet szállítógépek nagy létszámú kubai csapatokat vittek Angolába, ezzel pedig hozzájárultak a katonai erőviszonyok eltolódásához az MPLA javára.
1975 októberében az MPLA és a kubai erők kiharcolták a Luanda feletti ellenőrzést, az UNITA erőit pedig a gerillaharcokra szorították vissza. Az MPLA egyoldalúan az ország tényleges kormányának deklarálta magát. Novemberben kinyilvánították az ország függetlenségét, és Agostinho Neto lett az első államelnök.
A kubai csapatok 1976-ban legyőzték az FNLA-t , így az MPLA egyetlen komoly ellenfele az UNITA maradt, melyet az Egyesült Államok és Dél-Afrikával is támogatott. Az Egyesült Államokban vitát váltott ki az amerikai támogatású erők fedett tevékenysége Angolában, és a képviselőház betiltotta az ilyen akciókat.
1979-ben José Eduardo dos Santos lett az ország vezetője.
Az MPLA és az UNITA közötti konfliktus kiterjedt az egész országra, geopolitikailag a hidegháború élesztette és az, hogy mindkét párt jelentős természeti erőforrásokkal rendelkezett Angolában.

#### Választások, a harcok kiújulása
1991-ben végül bevezették a többpártrendszert, de az MPLA megtartotta hatalmát.

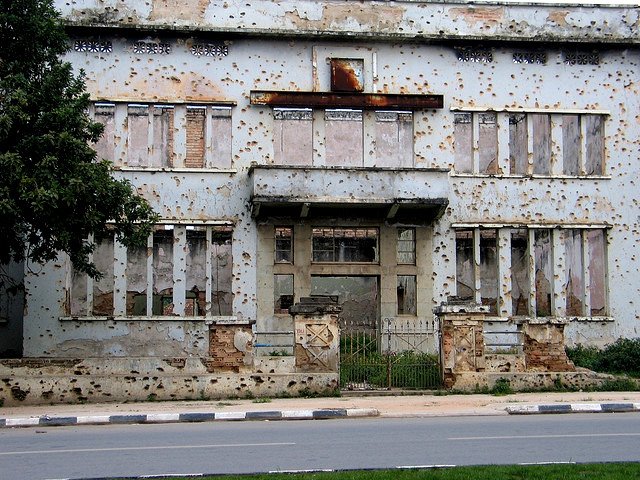
Lövedéknyomok egy épületen, Huambo

A szemben álló felek ugyanakkor megállapodtak arról, hogy az egypárti tekintélyuralmi kormányzatot többpárti demokráciává alakítják, és 1992-ben választásokat tartanak.
A hivatalban lévő elnök a választások első fordulójában a szavazatok több mint 49%-át kapta, míg Jonas Savimbi UNITA-vezető 40%-ot. Azonban mivel szerinte csalás történt, a polgárháború kiújult, és a választások második fordulóját nem tartották meg.
Az 1994-es békeszerződés (lusakai egyezmény), melyet a kormányzat és az UNITA írt alá, előírta a korábbi UNITA-felkelők bevonását a hatalomba. 1997-ben  végül létrejött a nemzeti egységkormány, de a harcok 1998 végéig elhúzódtak, százezreket kényszerítve otthonuk elhagyására. A nemzetközi közvélemény az UNITA-t vádolta a lusakai békefolyamat fékezésével; az Egyesült Nemzetek Biztonsági Tanácsa szankciókat léptetett életbe.
A nemzeti egységkormány magában foglalta az UNITA-val szembefordult elemeket (UNITA-Renovada) is, amely kormányt portugál rövidítéssel GURN néven szokták említeni, a hatalom továbbra is Dos Santos elnök és közeli tanácsadói szűk körének kezében összpontosult.
Az MPLA a partközeli tengeri olajbányászatból jutott jövedelemhez, míg az UNITA az üledékekben található gyémánthoz fért hozzá, amit könnyen át tudott csempészni a régió nagyon könnyen átjárható határain. Az angolai kormányt az emberi jogi szervezetek az olajjövedelmek felhasználásának titkos módja miatt bírálták ekkoriban; elemzéseikben kimutatták, hogy Angola szociális (egészségügyre és oktatásra fordított) kiadásai rendkívül alacsonyak, és ennek is nagy részét az elit iskoláztatására és arra használták fel, hogy az említett elit elérje a tengerentúli egészségügyi ellátást. Ráadásul az UNITA és a kormányerők katonai taktikája miatt rendkívül sokan váltak otthontalanná az országban.

### 21. század
2002. február 22-én Jonas Savimbi, az UNITA vezetője életét vesztette a kormányerőkkel vívott harcban. Ezt követően fegyverszünet jött létre a két frakció között. Az UNITA leszerelte fegyveres szárnyát, és belenyugodott a nagy ellenzéki párt szerepébe. Bár az ország politikai helyzete stabilizálódni kezdett, dos Santos elnök elutasította a demokratikus folyamat intézményeit.
Angola fő gondja ezután a súlyos humanitárius válság (a tartós háború eredményeként), az aknamezők léte és az északi exklávé, Cabinda függetlenségéért küzdő gerillamozgalom (Frente para a Libertação do Enclave de Cabinda) volt.
A 2017. augusztus 23-án tartott választást az addig is kormányzó Népi Mozgalom Angola Felszabadításáért párt (MPLA) nyerte meg, fölényes győzelmével a parlamentben kétharmados többséget szerzett. Az ellenzéki UNITA párt a szavazatok több mint negyedét megszerezve a második helyen végzett. Az MPLA jelöltje, João Lourenço addigi védelmi miniszter lett az állam elnöke, akit 2017. szeptember 26-án iktattak be hivatalába. Az 1975 óta államfő, José Eduardo dos Santos önként adta át a posztot utódjának, de a kormánypárt vezetője maradt.

## Államszervezet és közigazgatás

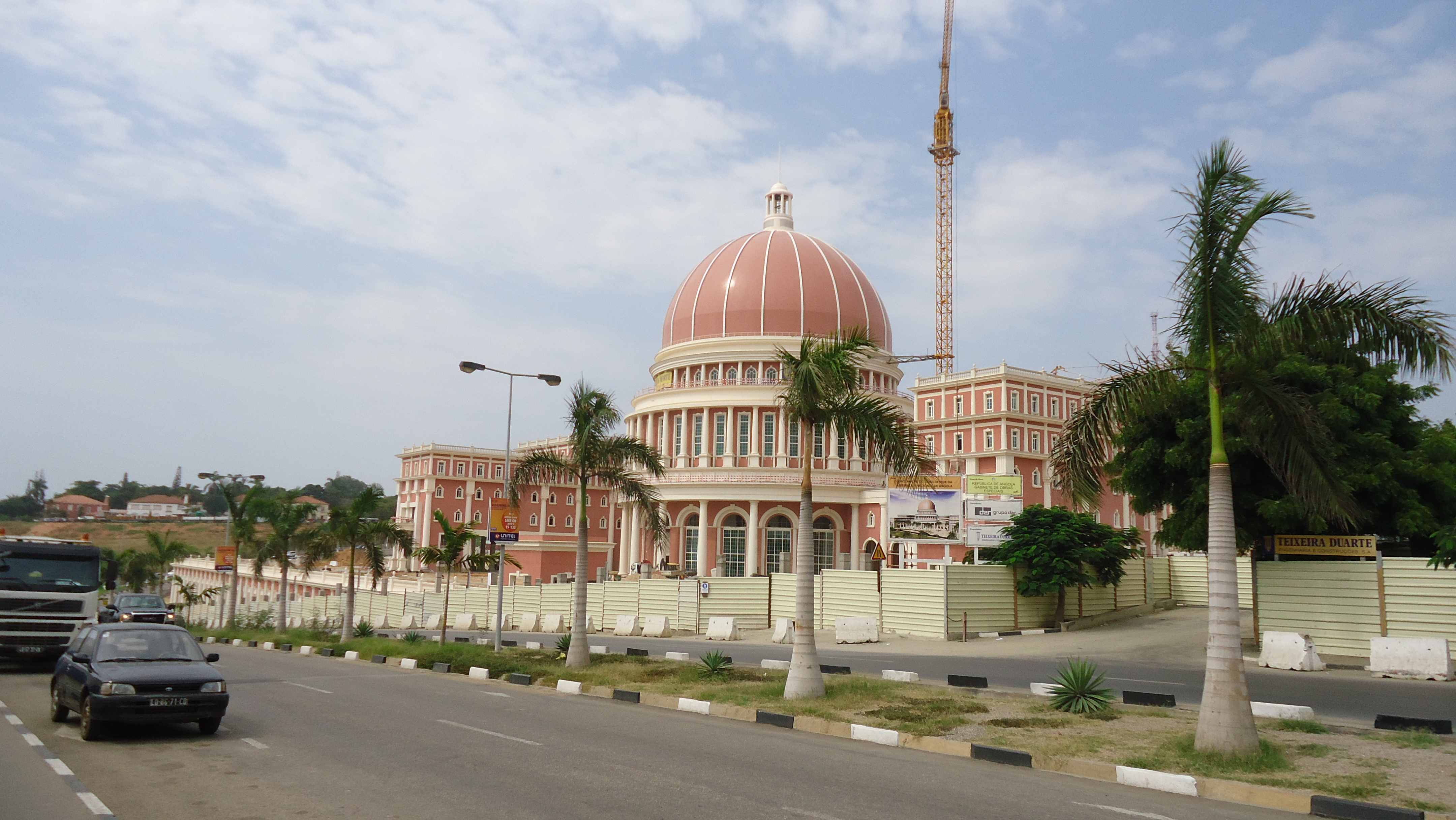
Az országgyűlés épülete Luandában

### Alkotmány, államforma
Elnöki rendszerű köztársaság.

### Törvényhozás, végrehajtás, igazságszolgáltatás
2007-ben először tartottak választásokat 1992 óta. Ezen a választáson új elnököt és új Népgyűlést választottak.

### Politikai pártok
- FDA – Foro Democrático Angolano
- FNLA – Frente Nacional da Libertação de Angola
- MPLA – Movimento Popular de Libertação de Angola
- PAJOCA – Partido Angolano da Juventude Operária
- PRD – Partido Renovador Democrático
- PRS – Partido de Renovação Social
- TRD – Tendência de Reflexão Democrática
- UNITA – União Nacional para a Independência Total
- UNITA-Renovada – (2002 óta az UNITA tagja)

### Közigazgatási beosztás

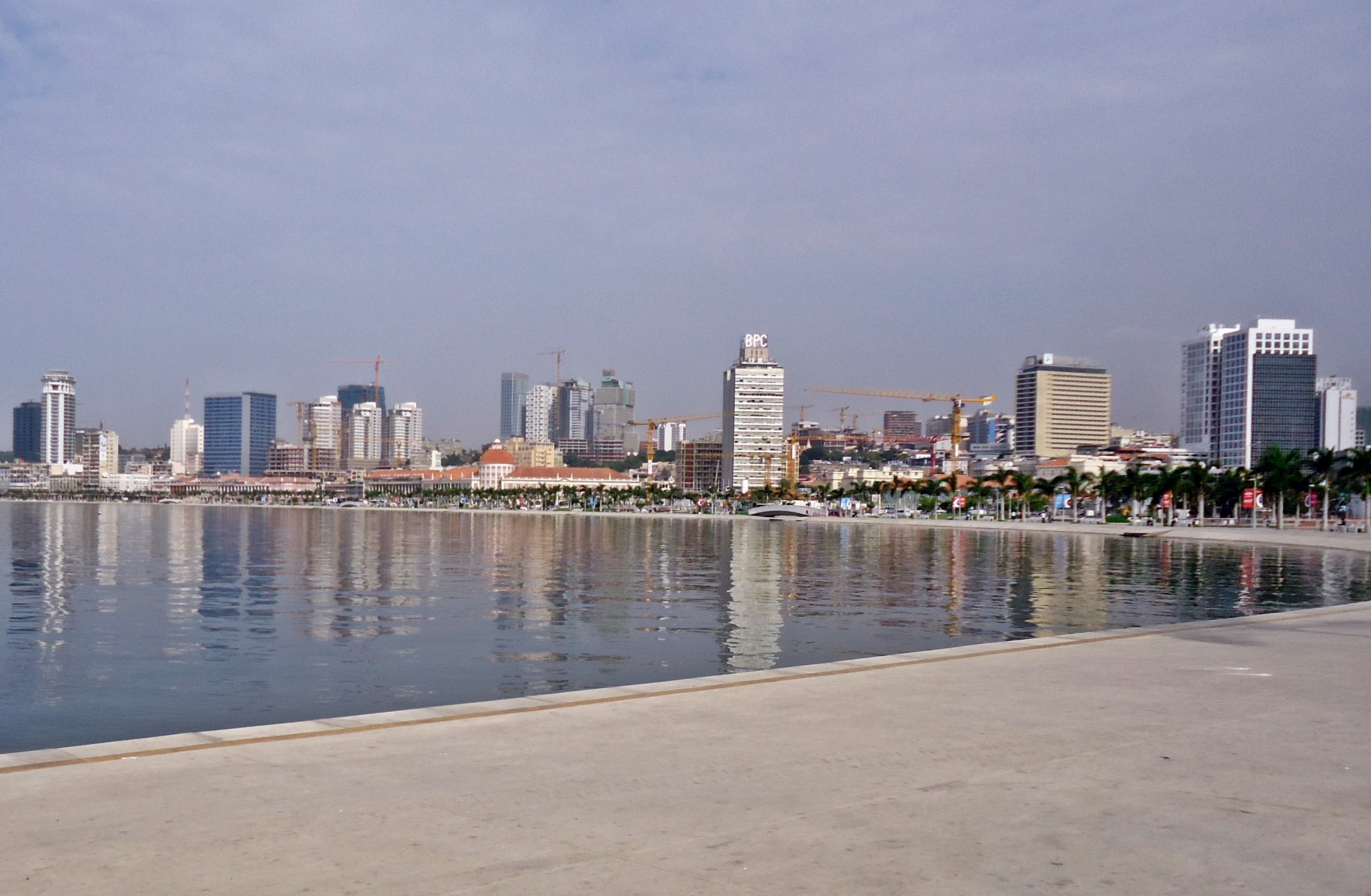
A főváros, Luanda, amely a világ egyik legdrágább városa

Angola 18 tartományból áll, amelyek a következők (a zárójelben a tartományi székhelyek olvashatók):
| Angola tartományai | 1. Bengo (Caxito) 2. Benguela (Benguela) 3. Bié (Kuito) 4. Cabinda (Cabinda) 5. Cuando Cubango (Menongue) 6. Cuanza Norte (N'Dalantando) 7. Cuanza Sul (Sumbre) 8. Cunene (Ondijiva) 9. Huambo (Huambo) 10. Huila (Lubango) 11. Luanda (Luanda) 12. Lunda Norte (Lucapa) 13. Lunda Sul (Saurimo) 14. Malanje (Malanje) 15. Moxico (Luena) 16. Namibe (Namibe) 17. Uige (Uige) 18. Zaire (M'Banza Kongo) |

## Népesség

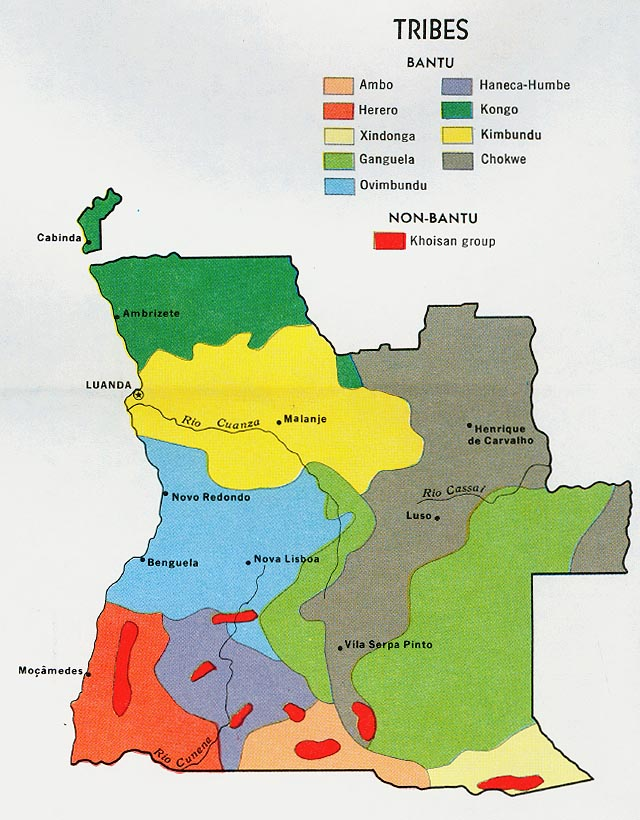
népcsoportok

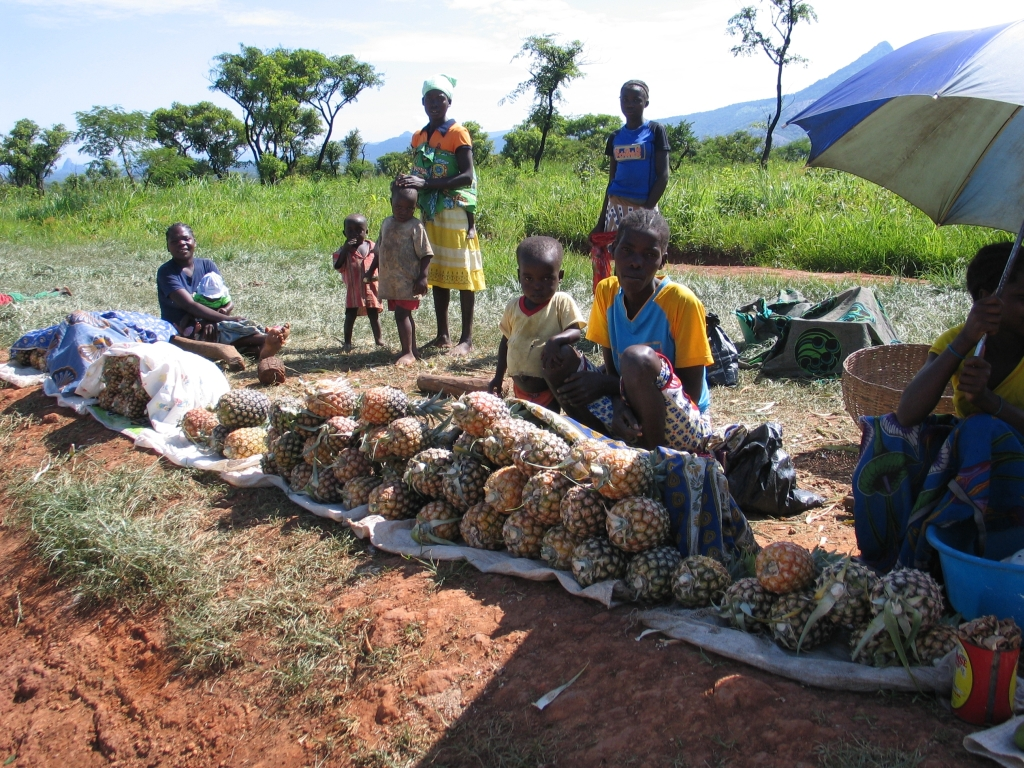
Ananász árusok az út szélén

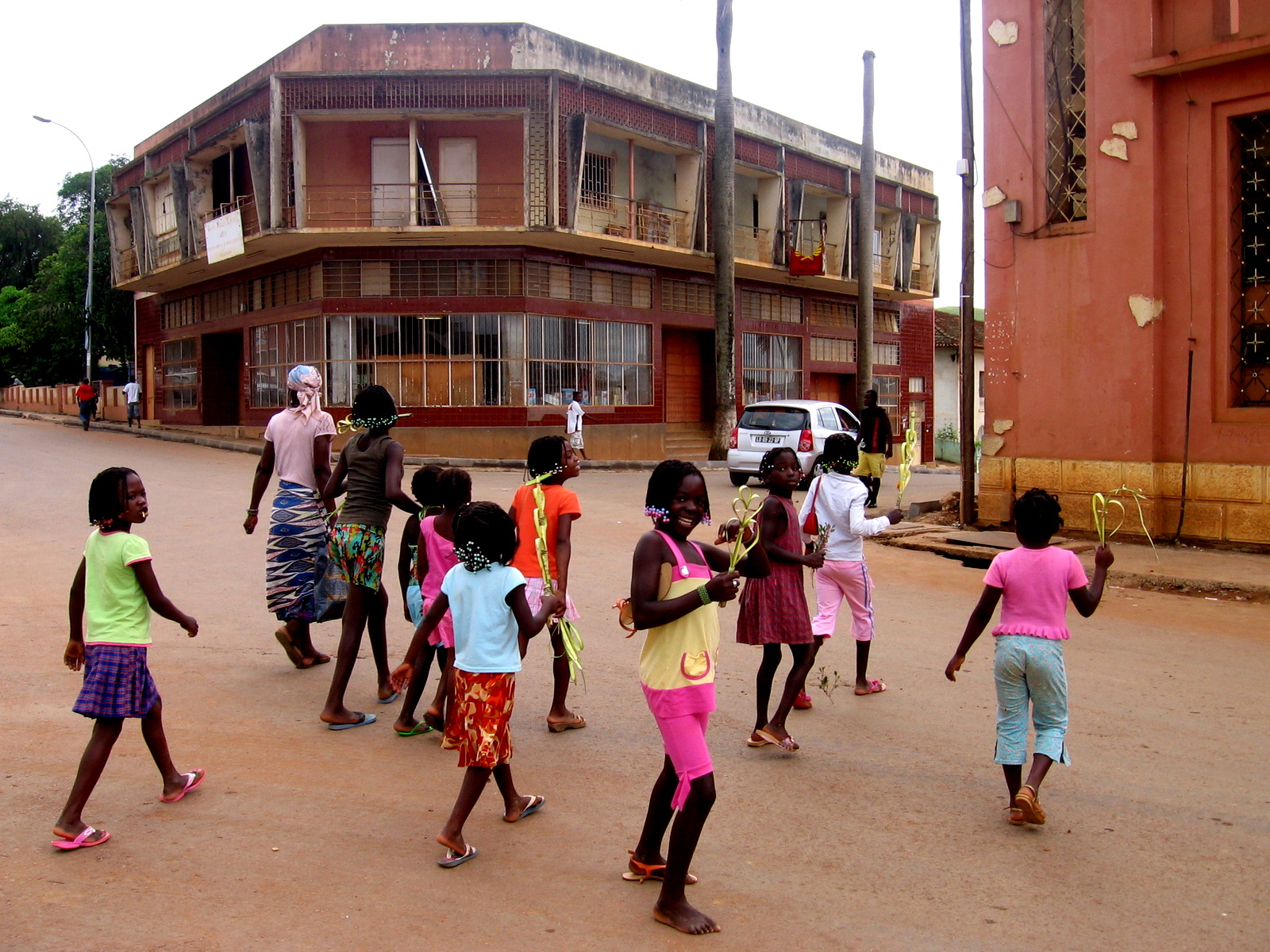
Utcakép gyerekekkel

### Népességének változása
| Lakosok száma | 4 965 988 | 5 526 653 | 6 180 863 | 7 399 204 | 9 063 646 | 10 652 727 | 12 791 388 | 15 976 715 | 19 549 124 | 36 749 906 |
|               | 1960      | 1966      | 1972      | 1979      | 1985      | 1991       | 1997       | 2004       | 2010       | 2023       |

### Legnépesebb települések
| Kép         | Rang | Város       | Tartomány    | Népesség  | Rang | Város        | Tartomány  | Népesség | Kép    |
| ----------- | ---- | ----------- | ------------ | --------- | ---- | ------------ | ---------- | -------- | ------ |
| Luanda      | 1.   | Luanda      | Luanda       | 2 776 168 | 11.  | Cabinda      | Cabinda    | 66 020   | Huambo |
| Luanda      | 2.   | N'dalatando | Cuanza Norte | 383 100   | 12.  | Uíge         | Uíge       | 60 008   | Huambo |
| Luanda      | 3.   | Huambo      | Huambo       | 226 145   | 13.  | Saurimo      | Lunda Sul  | 40 498   | Huambo |
| Luanda      | 4.   | Lobito      | Benguela     | 207 932   | 14.  | Sumbe        | Cuanza Sul | 33 277   | Huambo |
| Luanda      | 5.   | Benguela    | Benguela     | 151 226   | 15.  | Menongue     | Zaire      | 32 203   | Huambo |
| N'dalatando | 6.   | Cuíto       | Bié          | 113 624   | 16.  | Caxito       | Bengo      | 28 224   | Lobito |
| N'dalatando | 7.   | Lubango     | Huíla        | 102 541   | 17.  | Logonjo      | Malanje    | 24 346   | Lobito |
| N'dalatando | 8.   | Malanje     | Malanje      | 87 046    | 18.  | Mbanza Congo | Zaire      | 24 220   | Lobito |
| N'dalatando | 9.   | Moçâmedes   | Namibe       | 80 149    | 19.  | Caála        | Huambo     | 21 205   | Lobito |
| N'dalatando | 10.  | Soyo        | Zaire        | 67 491    | 20.  | Luena        | Moxico     | 21 115   | Lobito |

### Etnikai, nyelvi megoszlás
Hivatalos nyelv a portugál, de beszélnek még bantu-ul és egyéb törzsi nyelveken.
A lakosság túlnyomórészt bantu népekből (120 törzs, főleg ovimbundu, kimbundu, kongó stb.) áll, egyes helyeken – főleg a Namib-sivatag peremén – koiszan törzsek is élnek.
A népek a következőképpen helyezkednek el az ország területén:
- középső partszakasz – ovimbunduk
- Luanda környékén – kimbunduk
- északon – kongók
- belső országrész – csokve
- Namib-sivatag peremén – hererók és kis khoiszanok (busman)

Élnek még luimbe-nganguelák, humbe-nyanekák, fehérek, kínaiak és egyéb más népek kisebb létszámban.
Főleg a 60–70-es években kibontakozott portugál-ellenesség, majd a polgárháborúk miatt sok portugál hagyta el az országot. Ma kb. 100 000 portugál él főleg Luandában és a tengerpart mentén elhelyezkedő városokban. Ezenkívül 30 000 nem angolai állampolgárságú portugál él az országban.[mikor?] A portugál nyelvet viszont a lakosság 60%-a használja.[forrás?]

### Vallási megoszlás
2015-ös felmérés alapján: 
- római katolikus 56,4%
- protestáns 23,4% (főleg pünkösdi-karizmatikus)
- más keresztény	13,6%
- hagyományos hitű 4,5%
- vallástalan	1,0%
- egyéb 1,1%

### Szociális rendszer
A városokon kívüli települések szociális ellátottsága meglehetősen szegényes. 2004 októbere óta többek között a Marburg-vírus sok halálos áldozatot szedett. Terjedésének egyik legfőbb oka, hogy a halottakat helyi szokás szerint megcsókolták, így a főként fertőzött majmoktól és egyéb vadállatok elfogyasztása útján a szervezetekbe kerülő vírus az emberekre is átterjedt. 2005 májusáig 244 ember halt meg ebben a betegségben, és mindössze egy ember – egy nő – élte túl. Akkor heti 25-30 halálesetet jelentettek. Tünetei hasonlóak az ebola-víruséhoz: az intenzív fej- és izomfájdalmak hasi panaszokkal és hasmenésekkel folytatódnak, majd megkezdődik a testüregek belső vérzése, ami halálos kimenetelűvé válik. A WHO-n kívül a francia Orvosok Határok Nélkül szervezet tagjai is segítettek a járvány elterjedésének megfékezésében. Segítségüket nehezítette a falusi lakosság gyanakvása (pl. Songo városban és Uige faluban), miszerint a vírust a külföldiek hozták be az országba. A fertőzött embert, legyen gyermek, középkorú vagy idős, az egész közösség kirekesztette, magukra hagyták. A higiéniai körülmények tovább rontottak az amúgy sem kedvező helyzeteken. A klórral fertőtlenített, vegyvédelmi ruhákban dolgozó egészségügyi munkások gyakran véres és ürülékes helyiségekben találtak rá a fertőzött és magukra hagyott emberekre. 2005 végére a fertőzöttek száma 399 fő volt, amiből 355 ember meghalt. Azóta a járványt felszámolták.

## Gazdaság

### Általános adatok

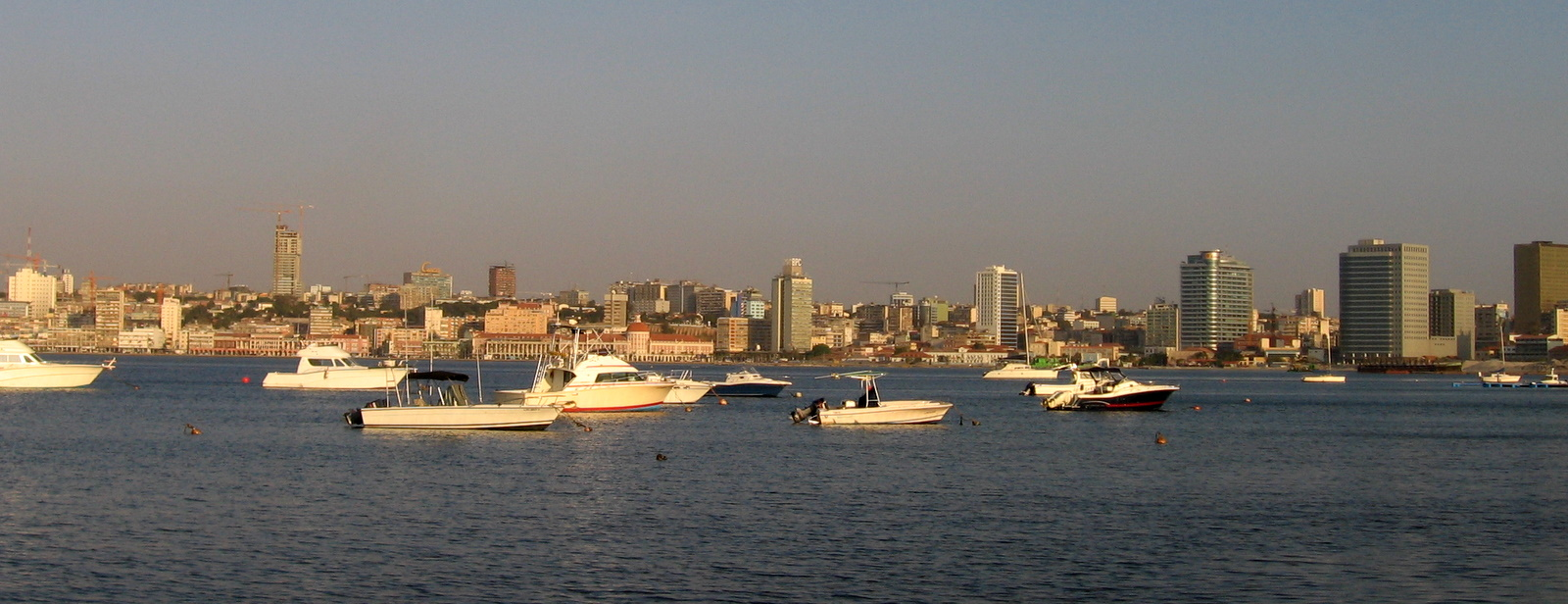
Luanda az ország pénzügyi és kereskedelmi központja

Angola agrár-ipari ország. Gazdasági életének és exportjának kiemelkedő forrása a szénhidrogén-bányászat (kőolaj, földgáz).
Az ország bruttó nemzeti összterméke (GDP) a Világbank várakozásai szerint 1,6%-kal nőhet 2018-ban.

### Gazdasági ágazatok

#### Mezőgazdaság
A dolgozó népesség 70%-ának a mezőgazdaság ad munkát, bár az összterületnek csupán 3%-át művelik. A növénytermesztés többnyire csak a családok ellátását szolgálja. Az egykor jelentős exporttermékek (kávé, szizál) a 21. század elejére visszaszorultak.
A mezőgazdaság maniókát, kávét, szizálkendert, gyapotot, pálmatermékeket és kukoricát termel.
A fennsík északi, partközeli részén robusta kávé, gyapot, kukorica és búza termesztése folyik. A fennsík déli füves pusztáin szarvasmarhatartással foglalkoznak. A parti síkságon (öntözéses gazdálkodás) gyapot és nádcukor termesztése jellemző. A Cabinda exklávé területén fakitermelés folyik. A parton halászattal foglalkoznak. A mezőgazdaság hanyatlása mellett a bevételek egyre inkább a kőolajbányászatból származnak.

#### Ipar
Az ipar vezető ágai mindenekelőtt a mezőgazdaság termékeit dolgozzák fel: malmok, sörfőzdék, cukor-, konzervgyárak, hallisztgyár, pamutipari üzemek, cellulóz- és papírgyár (eukaliptuszt dolgozzák fel), cementmű, téglagyár.
Ásványkincsei: kőolaj, gyémánt, mangán-, réz-, arany-, ezüst-, vasérc. Angola napi kőolaj-kitermelése 1,8 millió hordó 2015 januárjában.
Az északi tengerparton és a Cabinda Exklávé területén találhatók a fő bányászati területek. Luanda és Lobito finomítóiban dolgozzák fel a nyersolajat. A Casai (Kasai)-folyó mentén gyémántot bányásznak.

#### Kereskedelem
Főbb exportcikkek: kőolaj és földgáz (az export több mint 85%-a), gyémánt, kávé, szizál, hal és halászati termékek, fa, gyapot.
Főbb importcikkek: gépek, gépjárművek, élelmiszer, katonai felszerelések, gyógyszerek, textil.
Legfontosabb kereskedelmi partnerek 2017-ben: 
- Export:  Kína 61,2%,  India 13%
- Import:  Portugália 17,8%,  Kína 13,5%, USA 7,4%, Dél-Afrika 6,2%, Brazília 6,1%

#### Az országra jellemző egyéb ágazatok
Az ország természeti erőforrásokban (réz, cink, gyémánt, kobalt, arany, urán) gazdag, de a készletek jelentős része még kiaknázatlan. Az ország 43%-át borítja erdő. Az esőerdők értékes fákat (ében, mahagóni) szolgáltatnak.

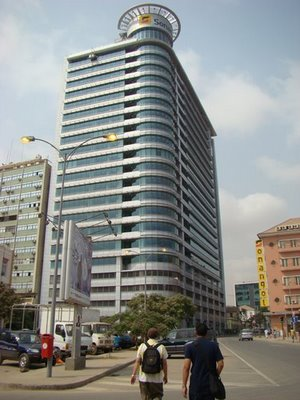
A Sonangol (olaj- és gázipari vállalat) székháza
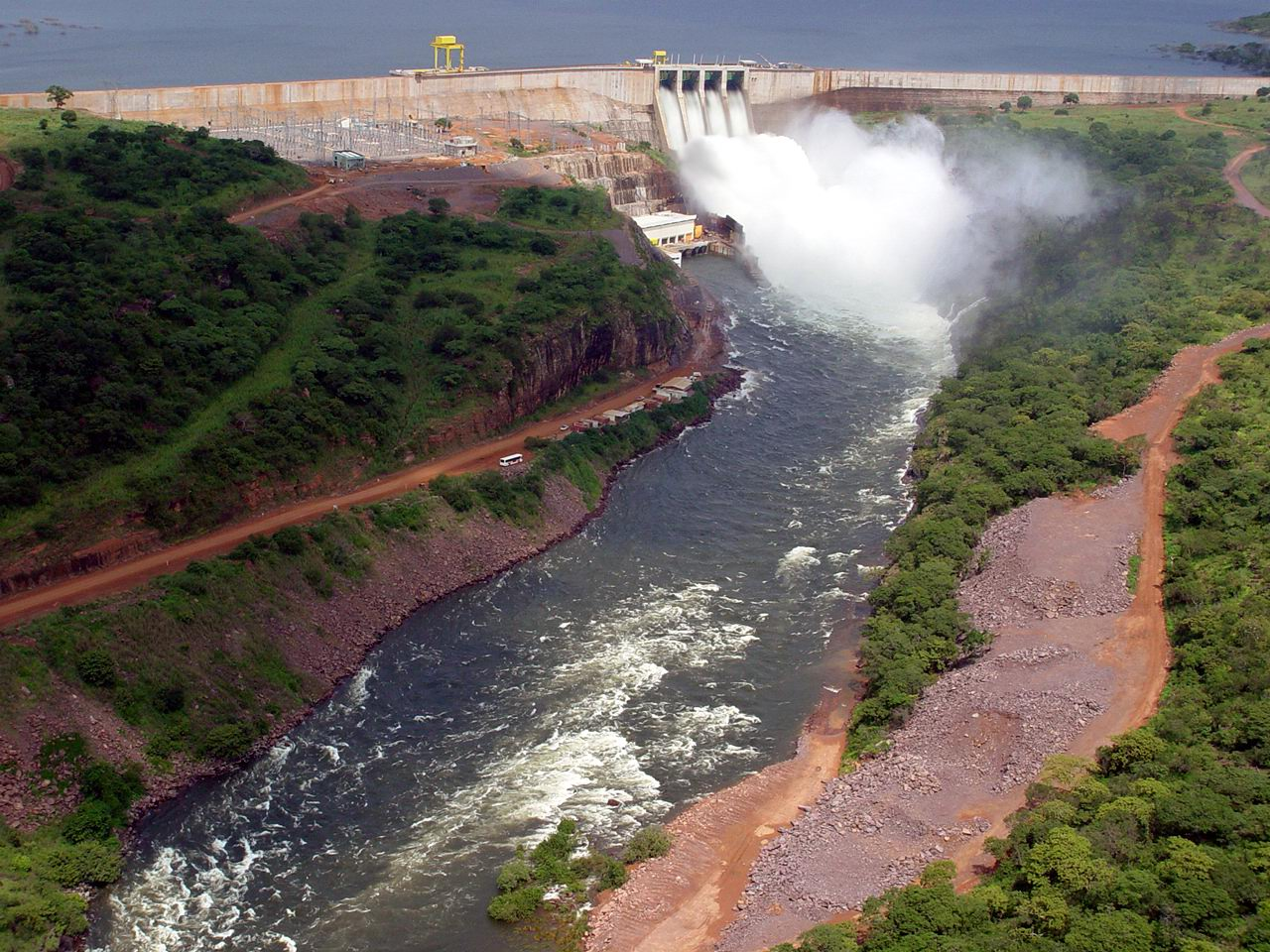
A Kapanda vízerőmű a Kwanza folyón
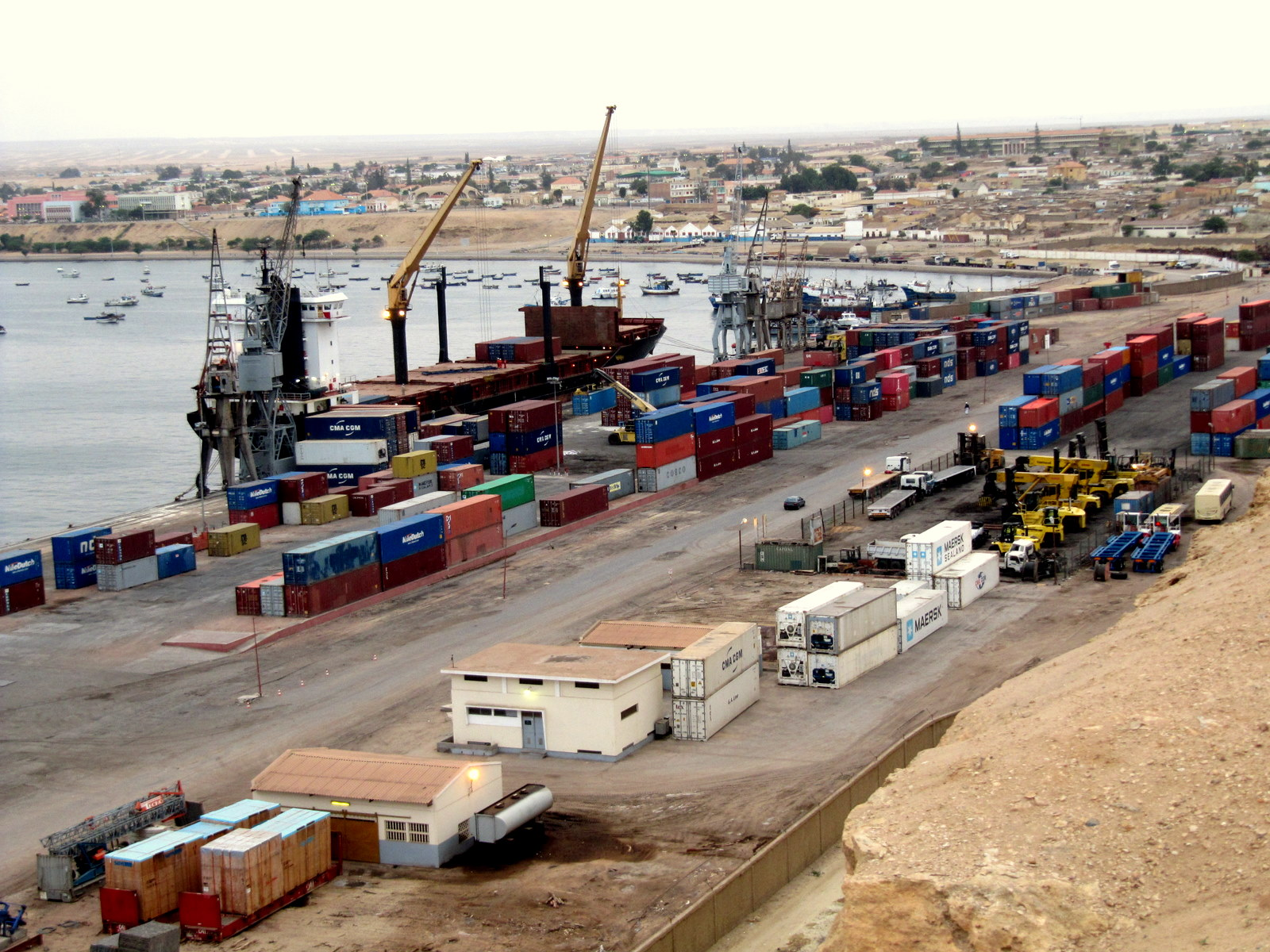
Namibe kereskedelmi kikötője
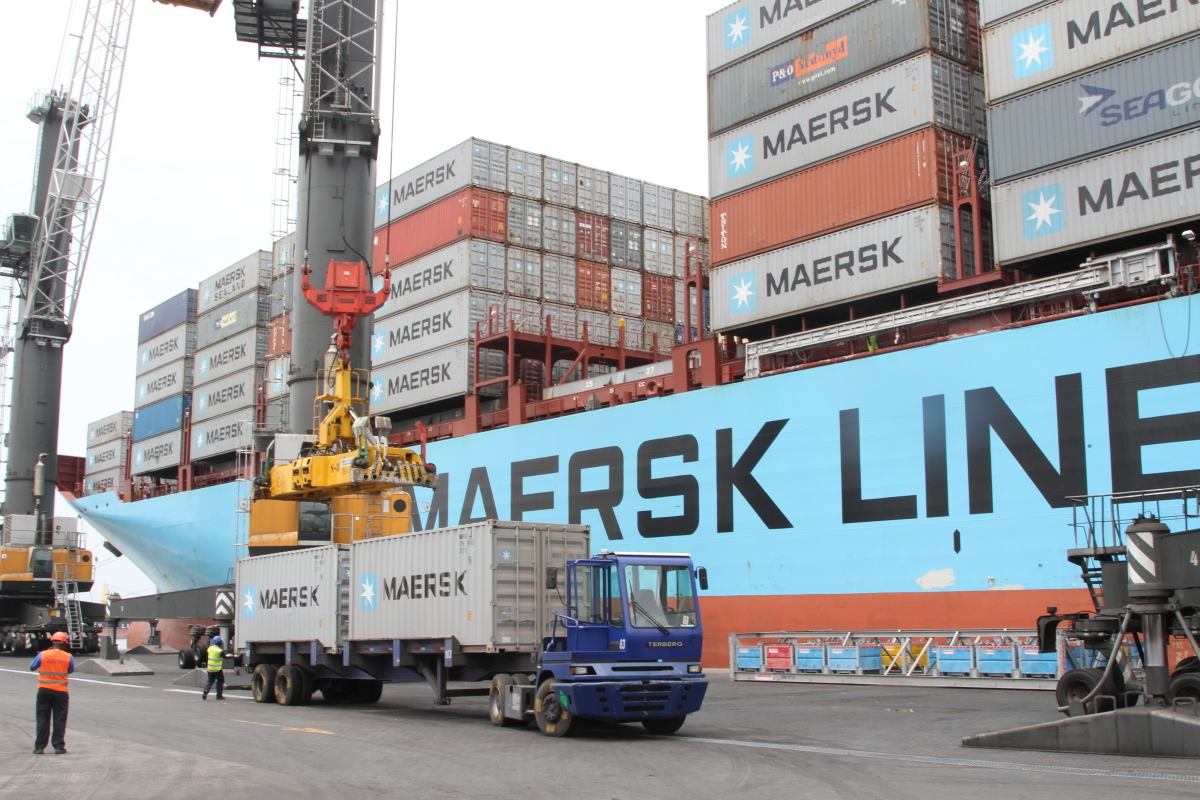
Kikötői kép Luandában
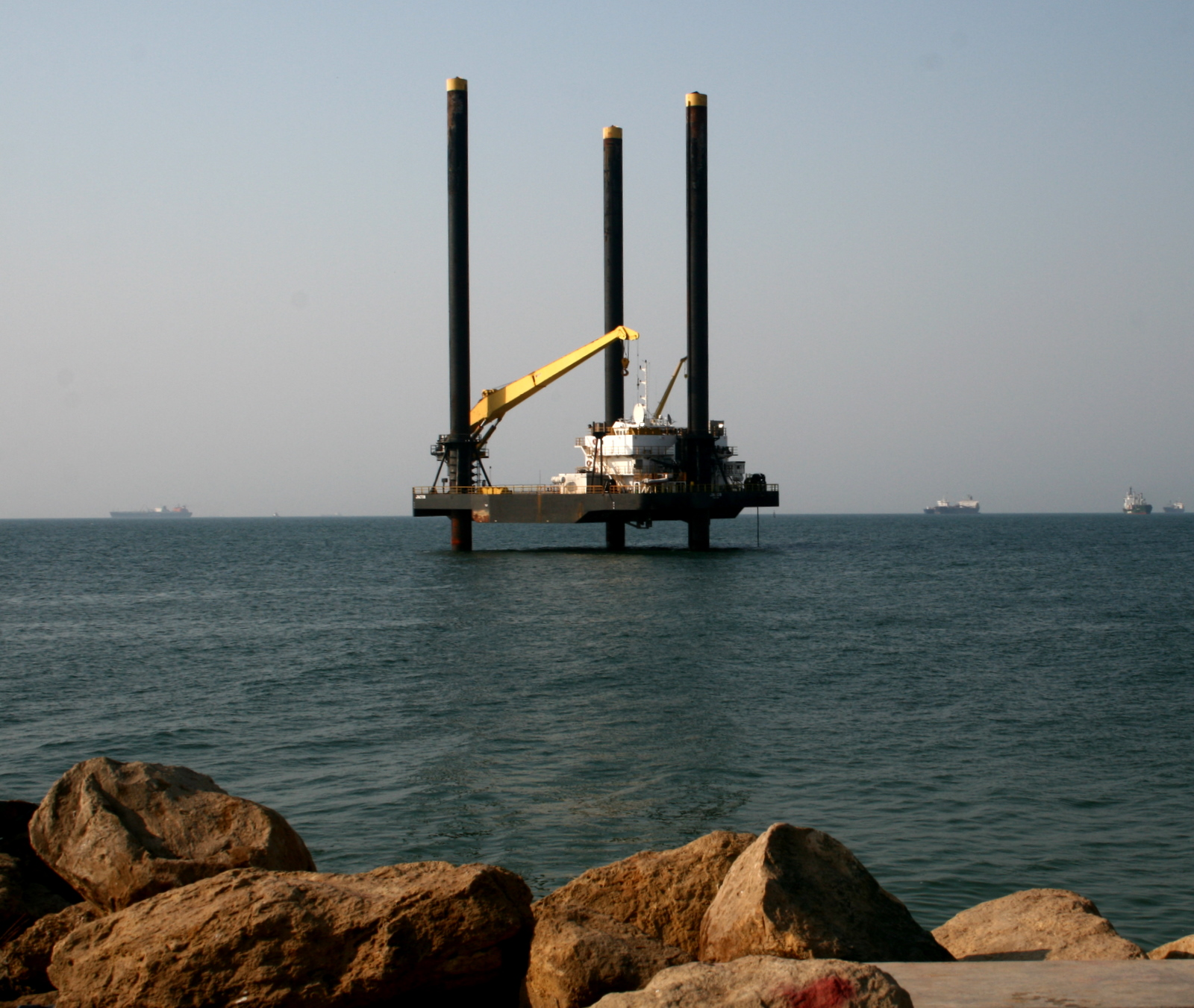
Part-menti olajfúró torony telepítése

## Közlekedés

### Közút
Az ország közúthálózata afrikai viszonyokhoz képest jónak mondható. Az ország belső részein csak a főutak egy része aszfaltozott. A főváros (Luanda) körül autópálya–körgyűrű található (Via Expresso).

### Vasút
Angolában három különálló vasútvonal van:
- Luanda Railway ( CFL ) (északi) – 2020 táján egy 424 km-es, egyvágányú vasútvonal Angola fővárosától, Luandától Malanjéig.
- Benguela Railway ( CFB ) (központi) – nyugatról keletre halad át Angolán, mintegy 1866 km hosszan, a leghosszabb és legfontosabb vasútvonal az országban. A Kongói Demokratikus Köztársaság vonalához csatlakozik.
- Moçâmedes Railway ( CFM ) (déli) – 2020 táján egy 860 km-es vasútvonal, Moçâmedes és Menongue között.

### Vízi
Öt fő kikötője: Namibe, Lobito, Soyo, Cabinda és Luanda. Luanda kikötője az öt közül a legnagyobb, és az egyik legforgalmasabb az afrikai kontinensen.
2020 táján a kormány egy mélytengeri kikötő építését tervezi Barra do Dande-ban, Luandától északra, Caxito közelében.

## Telekommunikáció
| Hívójel prefix | D2-D3 |
| ITU zóna       | 52    |
| CQ zóna        | 36    |

## Kultúra

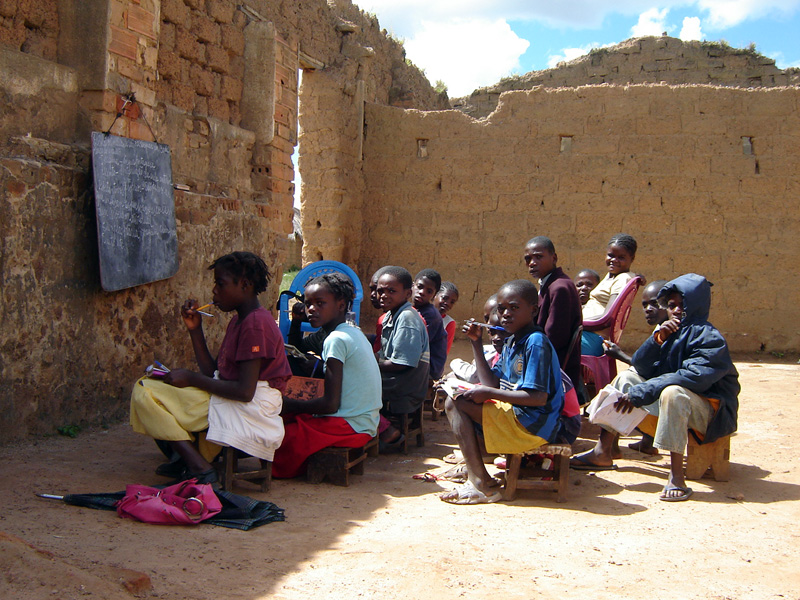
Oktatás vidéken

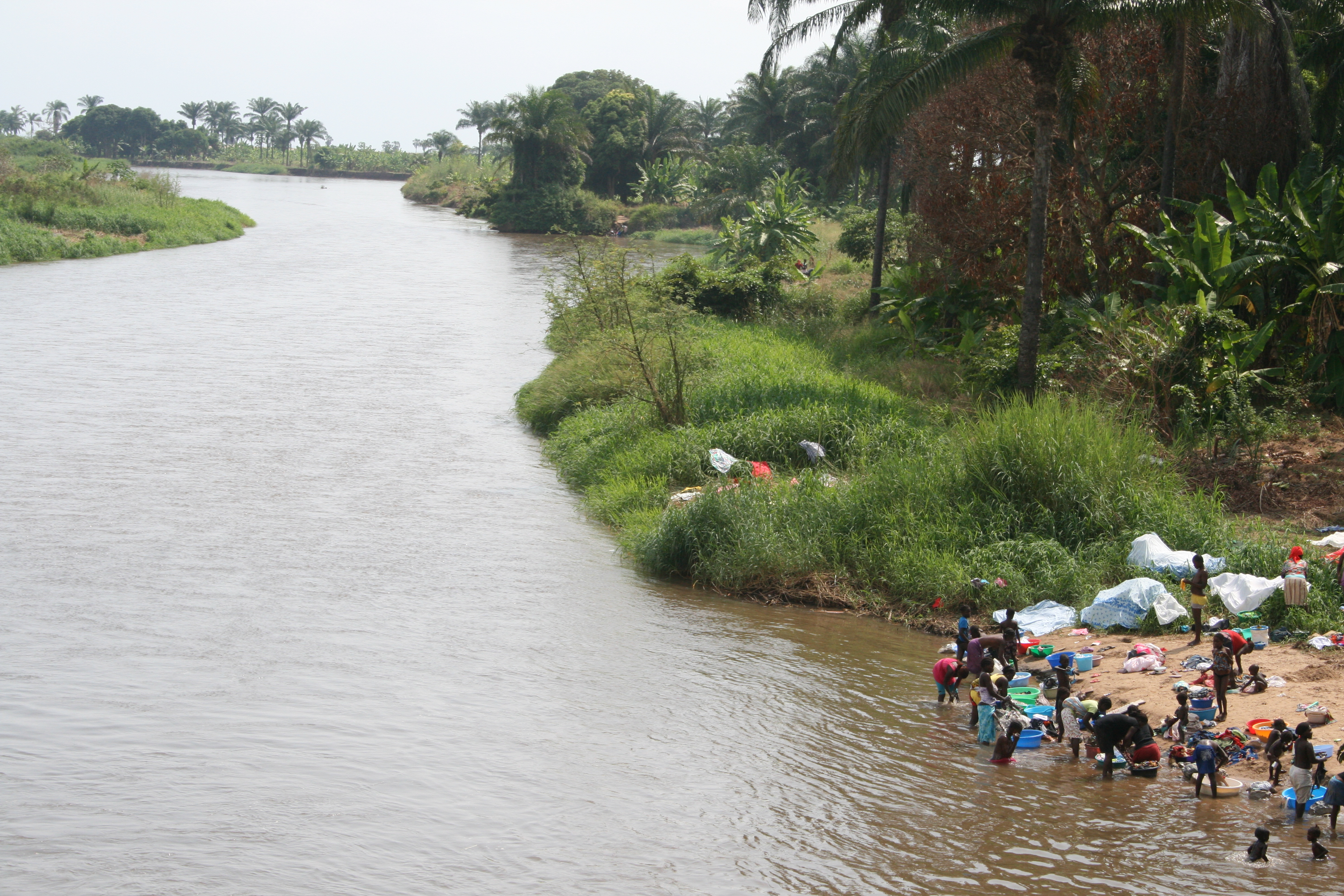
Ruhamosás egy folyóban

### Oktatási rendszer
Angolában a gyerekek kétharmada iskolaköteles életkorban van. Az alapiskolát a gyerekek 54%-a elvégzi.

### Művészetek

#### Híres írók
- Mário Pinto de Andrade(wd)
- Arlindo Barbeitos(wd)
- Alda Lara(wd)
- Agostinho Neto
- Pepetela(wd)
- José Eduardo Agualusa

#### Zene
Az ország délnyugati részén élő hererók zenéje igen gazdag területi stílusokban. Angola keleti vidékein fontos szerepe van a beavatási szertartások zenéjének s a maszkos táncoknak. A délkeleten és délnyugaton élő, a khoisan-népekhez tartozó kungok több szólamú éneke jelentősen különbözik a bantukétól. Az országból deportált rabszolgák révén az angolai zene jelentősen befolyásolta a latin-amerikai muzsikát.

### Gasztronómia
Angola egyik legnépszerűbb fogása a kukoricalisztből és tápiókából készülő funge, amely köret gyanánt szolgál (hasonlít a zabkásához), valamint a mufete nevű grillezett hal.
A konyhai legfontosabb alapanyagok a rizs, bab, a sertéshús és a hal. Többféle mártást készítenek; főbb zöldségek a hagyma, fokhagyma és a paradicsom. Gyakran használnak olívaolajat, amely a portugál konyha hatására vezethető vissza.

## Turizmus

### Főbb látnivalók
- Luanda óvárosa (Cidade Alta)
- Ilha do Mussolo pálmafás tengerpartja Luanda mellett
- A nemzeti parkok
- A vízesések

### Oltások
Az Angolába utazó turistáknak erősen javasoltak a következő betegségek elleni oltások:
- Hastífusz
- Hepatitis A (az egész országban magas a fertőzésveszély)
- Hepatitis B (az egész országban magas a fertőzésveszély)

A malária nevű betegségre tabletta van (az egész országban nagy a kockázata a megbetegedésnek).
Kötelező a sárgaláz elleni védőoltás, ha valaki fertőzött országból érkezik/országon át utazik.
Javasolt oltás bizonyos területeken:
- Kolera
- Veszettség

## Sport
Angolában is, mint a többi afrikai országban nagyon népszerű a labdarúgás. 2005. október 8-án Angola kvalifikálta magát a 2006-os világbajnokságba. Angola 2010-ben házigazdája volt az afrikai nemzetek kupája labdarúgótornának, de a válogatott még jelentősebb eredményt nem ért el a kontinensviadalon. 
- Bővebben: Angolai labdarúgó-válogatott
- Bővebben: Angola az olimpiai játékokon

## Ünnepek
- Január 1. – újév napja
- Január 4. – elnyomás elleni nap
- Január 25. – Luanda nap
- Február 4. – A függetlenségi harc kezdetének napja
- Március 8. – nőnap
- Április 4. – a béke napja
- Május 1. – a munka ünnepe
- Május 25. – Afrika nap
- Június 1. – gyermeknap
- Szeptember 17. – nemzeti hősök napja
- November 2. – halottak napja
- November 11. – a függetlenség napja 1975
- December 25. – karácsony
- December 31. – Szilveszter

## Magyar vonatkozások
A Kasai-folyó folyását és a Luanda-küszöb vidékét Magyar László – a szombathelyi születésű – felfedező utazó, Afrika kutató tárta fel az 1850-es években. A mai Angola területén, a Bihé Királyságban telepedett le, ahol feleségül vette az uralkodó egyik lányát.